# Salvador Dalì: Live to Not Die
Salvador Dalí: Live to Not Die è un documentario del 2004 diretto da Carmen Páez e basato sulla vita del pittore spagnolo Salvador Dalí.